# یواس‌اس استارلینگ (ای‌ام-۶۴)
یواس‌اس استارلینگ (ای‌ام-۶۴) (به انگلیسی: USS Starling (AM-64)) یک کشتی است که طول آن ۲۲۱ فوت ۳ اینچ (۶۷٫۴۴ متر) می‌باشد. این کشتی در سال ۱۹۴۲ ساخته شد.